# HMAS Sydney (DDG 42)
Pour les autres navires du même nom, voir HMAS Sydney.
Le HMAS Sydney (DDG 42), nommé d'après la ville de Sydney, en Nouvelle-Galles du Sud, est le troisième et dernier destroyer lance-missiles de la classe Hobart en service dans la marine royale australienne (RAN). Il s'agit du cinquième navire de la RAN à porter le nom de cette ville.

## Construction
La quille du HMAS Sydney est posée le 19 novembre 2015 et il est lancé le 19 mai 2018. Le navire, basé sur la classe Álvaro de Bazán conçue par Navantia, est construit au chantier naval d'ASC à Osborne, en Australie-Méridionale, à partir de modules fabriqués par ASC, BAE Systems Australia à Victoria et Forgacs Group en Nouvelle-Galles du Sud. Le navire est livré au ministère australien de la Défense le 28 février 2020, après des essais en mer commencés en septembre 2019.

## Historique
Le HMAS Sydney est mis en service en mer au large des côtes de la Nouvelle-Galles du Sud le 18 mai 2020 en raison de la pandémie de COVID-19 en Australie. C'est la première fois depuis la Seconde Guerre mondiale qu'un navire de guerre australien est mis en service en mer,,. En mars 2021, ses systèmes de combat sont testés avant son premier déploiement opérationnel.
Le 8 mai 2021, le Sydney percute et tue deux rorquals communs, une espèce menacée, découverts après l'accostage du navire à la base navale américaine de San Diego, en Californie. Le Centre pour la diversité biologique annonce son intention de poursuivre en justice la marine américaine et le Service national des pêches maritimes pour ce qu’il qualifie de « violations » de la loi sur les espèces menacées. L’incident fait l’objet d’un examen conjoint par les agences américaines et australiennes.
En juin 2024, le Sydney est déployé dans la région dans le cadre d’une mission de présence, incluant sa participation à RIMPAC 2024, à l’exercice « Pacific Dragon », ainsi que son engagement dans l’opération Argos (en). Le 19 juillet, il participe au sabordage du navire d'assaut amphibie désarmé USS Tarawa au large des côtes d'Hawaï en tirant un missile d'attaque naval. Le 12 septembre, le Sydney est déployé dans le cadre de l'opération Argos pour surveiller les expéditions illégales de marchandises à destination et en provenance de la Corée du Nord.
En mai 2025, le Sydney est de nouveau déployé dans le cadre de l'opération Argos et rattaché au 25e groupe aéronaval britannique pour son déploiement indopacifique. Ce groupe participe également à l'exercice « Talisman Sabre » en juillet 2025 au large des côtes du Queensland.